# سده‌های تاریکی (تاریخ‌نگاری)

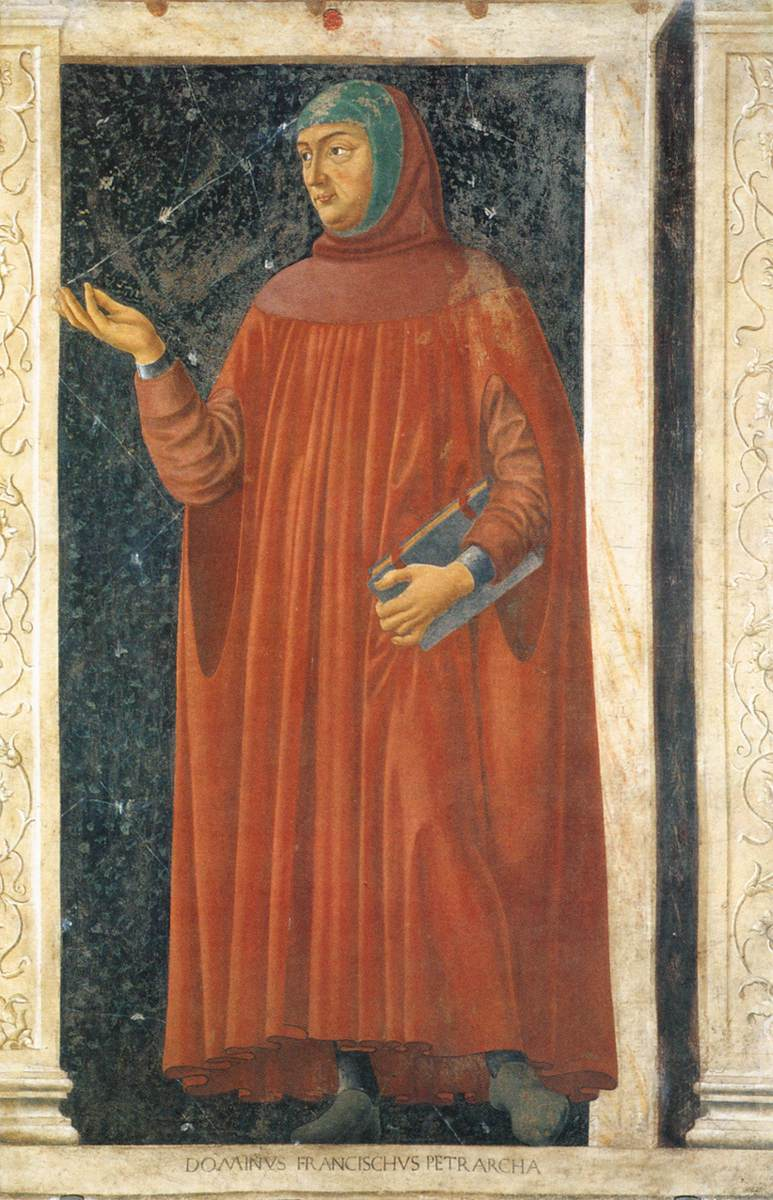
نگارهٔ پترارک اثر آندره‌آ دل کاستانیو ۱۴۵۰ م.

سده‌های تاریکی اصطلاحاَ به قرون وسطای آغازین در (سده‌های ۵ تا ۱۰ میلادی) یا در برخی موارد به دوران قرون وسطی در اروپای غربی پس از فروپاشی امپراتوری روم غربی گفته می‌شود. این دوران از لحاظ ویژگی‌های اقتصادی، فکری و افول فرهنگی تفکیک می‌شود.

محقق ایتالیایی پترارک در دههٔ ۱۳۳۰ مفهوم «عصر تاریکی» را ایجاد کرد، این مفهوم سده‌های پس از روم را «تاریکی» و دوران باستان کلاسیک را «نور» می‌دانست. این اصطلاح نوعی تصویرسازی سنتی دوگانه‌انگاری سیاه و سفید است تا «تاریکی» این دوران (افول و رکود) را با دوره‌های قبلی و بعدی خود که همانند «نور» (ترقی و پیشرفت) بودند، به نمایش بکشد. عبارت «عصر تاریکی» خود از لاتین saeculum obscurum گرفته شده‌است که در ابتدا توسط سزار بارونیوس در سال ۱۶۰۲ هنگامی که او به یک دورهٔ پرآشوب در سده‌های ۱۰ و ۱۱ اشاره می‌کرد، به کار رفت. در این مفهوم قرون وسطی، فاصله‌زمانی از سقوط رم تا رنسانس است که «دوران رکود فکری و تاریکی» است. این اصطلاح به‌ویژه در عصر روشنگری سدهٔ ۱۸ مورد استفاده قرار گرفت.

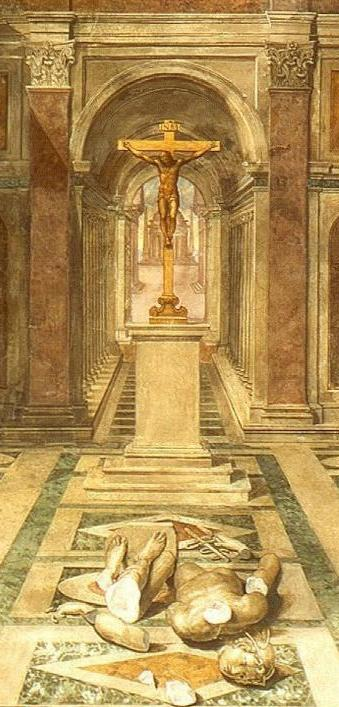
پیروزی مسیحیت توسط توماسو لورتی (۱۵۳۰ – ۱۶۰۲)، نقاشی سقف در سالا دی کنستانتینو، کاخ واتیکان. این‌چنین نگاره‌هایی، پیروزی مسیحیت بر بت‌پرستی دوران باستان را جشن می‌گیرند.

با درک بهتر رویدادهای این دوران در سده‌های ۱۹ و ۲۰، محققان اصطلاح «دوران تاریکی» را محدود به قرون وسطای آغازین (سده ۵ تا ۱۰ میلادی) کردند، اکنون محققان استفاده از آن را حتی در این دوره نیز رد می‌کنند. بیشتر محققان استفاده از این اصطلاح برای توصیف «کلیت این دوره» را اشتباه می‌دانند، زیرا باعث ایجاد دوگانگی معنایی از نوع منفی می‌شود و آن را گمراه‌کننده و نادرست می‌دانند. با وجود این، دیدگاهِ منفی‌نگرِ پترارک همچنان استفاده می‌شود، به‌خصوص در فرهنگ عامیانه که به‌اشتباه تمام قرون وسطی زمان خشونت و عقب‌ماندگی تلقی می‌شود.

## چگونگی پدیدار شدن عصر تاریکی
امپراتوری روم در سال ۳۹۵ میلادی تجزیه شد و به دو قسمت شرقی و غربی تقسیم شد.
قسمت شرقی (امپراتوری بیزانس) کماکان توانست به حکمرانی خود ادامه دهد، اما قسمت غربی کاملاً متلاشی شد به‌طوری که شهرها با یکدیگر درگیری داشتند و هیچ‌کدام همدیگر را، چه از نظر سیاسی و چه از نظر دینی، قبول نداشتند.
در سال ۴۷۶ میلادی از روم غربی هیچ‌چیز باقی نمانده بود. مورخان این سال را آغاز عصر تاریک می‌دانند که تا سدهٔ یازدهم ادامه داشت (حدود ۷۵۰ سال).